# ريج نوبل
ريج نوبل هو لاعب هوكي الجليد كندي، ولد في 23 يونيو 1895 في كولينجوود في كندا، وتوفي في 19 يناير 1962.

## وصلات خارجية
- ريج نوبل على موقع دوري الهوكي الوطني (الإنجليزية)
- ريج نوبل على موقع EliteProspects.com (الإنجليزية)
- ريج نوبل على موقع HockeyDB.com (الإنجليزية)
- ريج نوبل على موقع Hockey-Reference.com (الإنجليزية)